# 水辺の楽校

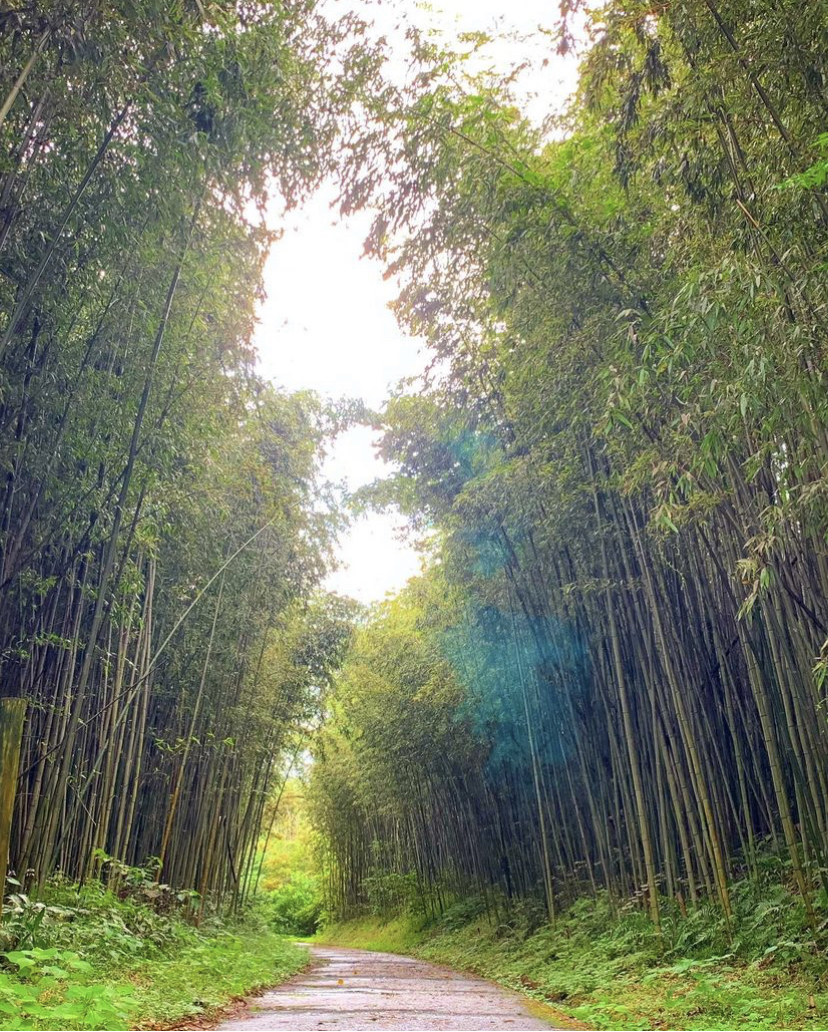
水辺の楽校に登録されている徳島県吉野川市のバンブーパーク

水辺の楽校（みずべのがっこう）は、国土交通省・文部科学省・環境省の3省が連携して整備した親水公園等の水辺整備事業。

## 概要
国土交通省が文部科学省、環境省と連携して1996年から進めているプロジェクトで、水辺を子どもたちが川に親しむ自然体験活動を推進しようというもので、安全で活動に適した水辺の整備など、自治体や国と関わりながら事業を展開している。 1999 年には「『子どもの水辺』再発見プロジェクト」を開始 している。
子どもが近づける水辺環境を目指すプロジェクトで、環境学習や自然体験活動を進めるにあたって河川の整備が必要な場合に、自然の状態を極力残しながら瀬や淵、せせらぎ、ワンド等の自然環境を保全・復元している。また子どもたちが安全に自然に触れることができるよう河岸などへの安全な交通の改善と管理用通路の整備等を行うことを目的としている。
2021年3月現在で、288ヵ所が登録されている。